# Glorification
Glorification je prvi EP švedskog black metal-sastava Marduk objavljen 1. rujna 1996., a objavila ga je diskografska kuća Osmose Productions.

## Popis pjesama
| 1. | »Glorification of the Black God« (remiksirana verzija) | 4:50 |
| 2. | »Total Desaster« (obrada Destructiona)                 | 3:50 |
| 3. | »Sex with Satan« (obrada Piledrivera)                  | 4:13 |

| Strana B | Strana B                                           | Strana B | Strana B | Strana B | Strana B | Strana B | Strana B | Strana B | Strana B |
| Br.      | Skladba                                            | Trajanje |          |          |          |          |          |          |          |
| -------- | -------------------------------------------------- | -------- | -------- | -------- | -------- | -------- | -------- | -------- | -------- |
| 4.       | »Sodomize the Dead« (obrada Piledrivera)           | 2:07     |          |          |          |          |          |          |          |
| 5.       | »The Return of Darkness & Evil« (obrada Bathoryja) | 3:21     |          |          |          |          |          |          |          |
| 6.       | »Hellchild« (obrada Venoma)                        | 2:57     |          |          |          |          |          |          |          |
| 21:18    |                                                    |          |          |          |          |          |          |          |          |

## Zasluge
Marduk
- Legion - vokali
- Evil - gitara
- B. War - bas-gitara
- Fredrik Andersson - bubnjevi

Ostalo osoblje
- Peter Tägtgren - miks
- Stephen Kasner - naslovnica albuma